# 2021 en économie (discipline)
Cet article présente les faits marquants de l'année 2021 en économie.

## Décès

### Janvier
- 2 janvier : Arsenio Lope Huerta - Écrivain, avocat économiste et homme politique espagnol.
- 15 janvier : Anatoli Vichnevski - Démographe et économiste russe.
- 28 janvier : Chedly Ayari - Économiste, homme politique et diplomate tunisien.